# Lloyd Ahlquist
Lloyd Leonard Ahlquist (né le 19 janvier 1977 à Exeter, New Hampshire), connu sous le nom de scène d'EpicLLOYD, est un acteur américain et une personnalité sur internet, chanteur rappeur. Il est surtout renommé comme l'initiateur et cocréateur de la web-série Epic Rap Battles of History avec son comparse Peter Shukoff (dit Nice Peter),. Auparavant et durant 13 années jusqu'à mai 2012, Ahlquist s'est illustré sur scène comme maître de cérémonie (MC), comédien, improvisateur et écrivain de scénarios et de dialogues.

## Sur YouTube

### Chaîne personnelle
Ahlquist crée sa propre chaîne YouTube dès le 20 avril 2011. Ahlquist fait vivre une web-série de fond intitulé Dis Raps For Hire (Battles à louer), où Ahlquist, à partir d'une demande d'un inscrit à sa chaîne qui veut se venger d'une intimidation ou de harcèlement de la part d'une personne, utilise son art du battle rap pour littéralement « détruire » verbalement et notamment par des injures cette personne harceleuse,. À la fin avril 2012, 10 battles Dis Raps for Hire ont été produites.
Le 17 juillet 2012, la chaîne d'Ahlquist dépasse les 200 000 abonnés. Pour marquer sa reconnaissance envers eux, il prend part au défi de la cannelle sous forme d'une vidéo parodique.

### Epic Rap Battles of History

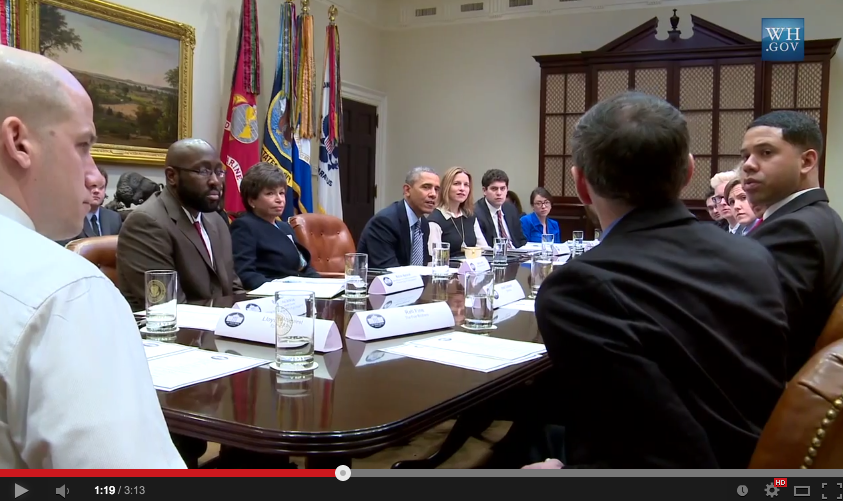
Ahlquist (à gauche) lors de l'entretien du président Barack Obama avec des vedettes de YouTube le 17 février 2014 à propos de la loi Patient Protection and Affordable Care Act.

En 2010, Ahlquist demande à Peter Shukoff d'être son partenaire dans la web-série Epic Rap Battles of History avec l'aide de Maker Studios. Peu auparavant, Ahlquist, Shukoff et Zach Sherwin dit « MC Mr. Napkins » (acteur-rappeur invité à participer aux battles rap), jouaient une battle appelée Check OneTwo, où à partir des propositions de l'auditoire, ils devaient jouer des personnes célèbres qui bataillaient entre elles tout en improvisant. 
Ahlquist a incarné plusieurs personnages dans les vidéos à succès, comme les battles avec Bill O'Reilly et Adolf Hitler. Les 86 premières battles ont cumulé près de 4 milliards de vues combinées en mars 2023. Epic Rap Battles of History a reçu 4 récompenses à la troisième cérémonie des Streamy Awards, avec Ahlquist gagnant l'une des récompenses.

## Comédie et théâtre
Ahlquist est l'ancien directeur principal et directeur artistique du M.i.'s Westside Comedy Theater. Ahlquist a été étudiant à l'University of Massachusetts Amherst et s'est entraîné ensuite à Chicago (Illinois), à The Second City, Improv Olympic et Annoyance Theatre. Ahlquist est l'un des membres fondateurs de Mission IMPROVable sur le net, et continue de jouer avec les autres membres du groupe  dans leur show hebdomadaire The Grind tout en faisant partie du conseil des directeurs de M.i. Productions.

## Vie privée
Lloyd est marié à Josie Ahlquist depuis 2009.

## Sélections et récompenses
| Année | Cérémonie                | Catégorie                   | Résultat   | Récipiendaire(s)                                          |
| ----- | ------------------------ | --------------------------- | ---------- | --------------------------------------------------------- |
| 2013  | Troisième Streamy Awards | Meilleur scénario : Comédie | Nomination | Peter Shukoff, Lloyd Ahlquist                             |
| 2013  | Troisième Streamy Awards | Meilleure chanson originale | Lauréat    | Peter Shukoff, Lloyd Ahlquist (Steve Jobs vs. Bill Gates) |